# AVG (oprogramowanie)
AVG – rodzina oprogramowania antywirusowego i zabezpieczającego, stworzona przez AVG Technologies dla systemów Microsoft Windows, Linux i FreeBSD. AVG ma ponad 188 milionów aktywnych użytkowników.

## AVG Anti-Virus i Internet Security

### Historia
Znakiem rozpoznawczym firmy AVG Technologies jest skrót AVG, pochodzący od nazwy pierwszego wydanego produktu – Anti-Virus Guard. AVG Technologies to prywatna czeska firma założona w roku 1991 przez Jana Gritzbacha i Tomasa Hofera. Na początku września 2005, duża część udziałów AVG została wykupiona przez Intel Corporation. 19 kwietnia 2006 częścią grupy AVG Technologies stała się spółka ewido Networks.
6 listopada 2006, koncern Microsoft ogłosił, że produkty AVG dostępne będą bezpośrednio z Centrum Zabezpieczeń systemu Windows Vista. Od 7 czerwca 2006 oprogramowanie AVG jest również opcjonalną częścią systemu GFI Mail Security, produkowanego przez GFI Software. 5 grudnia 2007, grupa AVG Technologies ogłosiła przejęcie firmy Exploit Prevention Labs, twórcy technologii LinkScanner, umożliwiającej bezpieczne przeglądanie internetu. 8 lutego 2008, Grisoft zdecydował o zmianie nazwy firmy na AVG Technologies. Powodem była chęć zwiększenia efektywności w obszarach marketingowych.

### Wersje dla użytkowników Windows
AVG Technologies oferuje pełny wachlarz produktów z dziedziny bezpieczeństwa komputerowego, przeznaczonych dla systemów Windows, rozpoczynając od wersji Windows 2000. Ponadto AVG dostępne jest w wersjach dla systemów Linux i FreeBSD. Oprócz komercyjnej edycji programu AVG AntiVirus oraz rozszerzonej ochrony AVG Internet Security istnieje także w pełni darmowa wersja przeznaczona do użytku domowego AVG AntiVirus FREE.
Pakiet AVG Anti-Virus 2013 integruje w sobie technologie: AVG Anti-Virus, Anti-Spyware, Anti-Malware, AVG Protective Cloud, AVG Community Protection Network, Anti-Rootkit, Link Scanner Search Shield, Link Scanner Surf-Shield, Automatyczna naprawa, Tryb gry, Inteligentne Skanowanie AVG, Ochronę Sieci WWW oraz pasek narzędzi Security Toolbar.
AVG Internet Security 2013 to kompletna ochrona komputera, łącząca wszystkie funkcje AVG AntiVirus 2013. Dodatkowo w pakiecie znajdują się narzędzia Udoskonalonej Zapory AVG, AVG Anti-Spam, Ochrona sieci AVG, AVG Email Scanner. W porównaniu do poprzednich edycji programu, w wersji 2013 wprowadzono moduł AVG Accelerator (pozwalający na szybsze ładowanie filmów video).
AVG Anti-Virus Free Edition 2013 zapewnia podstawowy poziom bezpieczeństwa przy użyciu komponentów AVG Anti-Virus i Anti-Spyware, oraz ochronę AVG Search-Shield opartą na technologii LinkScanner.
Wszystkie wersje produktów AVG współpracują z 64-bitowymi systemami Windows. Działają także z Windows 7. Wszystkie komercyjne edycje AVG dostępne są także na bezpłatnych licencjach próbnych. Pozwalają one każdemu użytkownikowi (włączając w to firmy i instytucje) na testowanie produktów przez 30-dniowy okres próbny. Po jego upływie możliwe jest zakupienie pełnej wersji, która pozwoli na dalsze korzystanie z programu.

### Wersje dla serwerów
AVG Technologies oferuje również rozwiązania antywirusowe przeznaczone dla serwerów WWW, serwerów plików i serwerów pocztowych opartych na systemach Linux, FreeBSD lub Windows.
AVG File Server Edition 2013 zapewnia ochronę serwerów plików przed wirusami i spywarem.
AVG E-mail Server Edition 2013 zabezpiecza natomiast przed wirusami i spywarem najpopularniejsze serwery pocztowe.
AVG 2013 Server Edition dla Linux/FreeBSD zapewnia ochronę serwerów opartych na systemie Linux.

### Funkcje AVG Anti-Virus
AVG zawiera większość funkcji oferowanych przez nowoczesne oprogramowanie antywirusowe, włączając w to automatyczne, okresowe skanowanie systemu, monitorowanie poczty przychodzącej i wychodzącej (wraz z certyfikacją wiadomości), możliwość leczenia zainfekowanych plików, lub poddania ich kwarantannie.

#### LinkScanner
Oczekująca na patent technologia LinkScanner uzyskana poprzez przejęcie Exploit Prevention Labs i wbudowana w AVG 8.0 zapewnia w czasie rzeczywistym ochronę przed exploitami i plikami pobieranymi bez wiedzy użytkownika. Składnik LinkScanner zawiera:
- Search-Shield – komponent gwarantujący bezpieczne wyszukiwanie informacji poprzez ocenę zaufania linków obecnych w wynikach wyszukiwarek Google, Yahoo! i MSN.
- Active Surf-Shield – komponent skanujący w czasie rzeczywistym wszystkie odwiedzane przez użytkownika strony. Gwarantuje bezpieczeństwo podczas typowego surfowania po internecie[11].

Jest też dostępny jako oddzielny program.

#### Problemy z LinkScanner
Po pierwszej publikacji AVG 8.0 okazało się, że funkcja LinkScanner może powodować nawet 10-krotny wzrost natężenia ruchu na stronach internetowych, które zajmują wysokie pozycje w wynikach wyszukiwania popularnych serwisów. Ponieważ składnik LinkScanner podczas wstępnego skanowania łączy przedstawia się serwerom jako przeglądarka Internet Explorer 6, statystyki popularnych witryn wskazywały niepoprawne lub zawyżone informacje dotyczące odwiedzin. Skanowanie każdego linku powodowało również zwiększenie ilości przesyłanych przez serwery danych, czego skutkiem było marnowanie pasma dostawców/operatorów/firm hostingowych i spadek wydajności odczuwany przez użytkowników. AVG początkowo zwróciło uwagę, że odfiltrowanie ruchu powodowanego przez LinkScanner spośród statystyk jest dla administratorów dość proste, w związku z czym do rozwiązania pozostał jedynie problem zużywanego w ten sposób pasma. Technologia AVG nie wpływała jednak na statystyki odwiedzin linków sponsorowanych.
W odpowiedzi na te skargi, AVG ogłosiło, że 9 lipca 2008 „Funkcja Search-Shield nie będzie już skanować wszystkich linków online, przez co znikną nagłe skoki natężenia ruchu, na które zwrócili nam uwagę administratorzy”. Opublikowana została wówczas nowa kompilacja, która używa lokalnej Czarnej Listy, a następnie skanuje tylko te strony, które zamierza odwiedzić użytkownik (w momencie kliknięcia łącza).

#### AVG Anti-Virus Free Edition
Według AVG Technologies, ponad 70 milionów użytkowników posiadało ochronę programu AVG Anti-Virus, włączając w to darmową edycję. 24 kwietnia 2008 firma AVG opublikowała Anti-Virus Free Edition 8.0. Oprócz nowego, kolorowego interfejsu, program zawiera również najważniejsze funkcje – silnik skanujący (antywirus i antyspyware), technologię LinkScanner (komponent Search-Shield), oraz pasek narzędzi AVG Security Toolbar – które wcześniej dostępne były tylko w komercyjnych wersjach AVG.
W stosunku do wersji komercyjnych, program AVG Anti-Virus Free Edition 8.0 posiada pewne ograniczenia:
- Niższy poziom zabezpieczeń – AVG Anti-Virus Free Edition 8.0 zapewnia jedynie podstawową ochronę przed wirusami i programami typu spyware (a także pozwala na bezpieczne wyszukiwanie informacji w internecie). Niestety brakuje w tej wersji zabezpieczeń przeciwko hakerom, keyloggerom, spamowi i atakom opartym na phishingu. Program nie obroni nas także podczas zwykłego surfowania po internecie lub korzystania z komunikatorów internetowych – te funkcje dostępne są tylko w pełnych wersjach AVG.
- Wolniejsza aktualizacja – użytkownicy AVG Anti-Virus Free Edition 8.0 otrzymują uaktualnienia z niższym priorytetem. Szybsze serwery zarezerwowane są dla komercyjnych edycji oprogramowania AVG.
- Brak telefonicznej i mailowej pomocy technicznej – nie jest ona zapewniana użytkownikom darmowych wersji. Mogą oni jednak skorzystać ze stworzonego w tym celu Forum AVG Free.
- Brak zaawansowanej konfiguracji – Opcje harmonogramów zadań są w AVG Anti-Virus Free Edition 8.0 mocno ograniczone (tylko jeden zaplanowany test dziennie, jedna aktualizacja, itp). Konfiguracja Ochrony Rezydentnej AVG nie obsługuje wyjątków. W AVG Anti-Virus Free Edition brakuje pewnych opcji, takich jak: raportowanie archiwów chronionych hasłem, dostosowanie priorytetu procesu skanowania, itp.
- Brak obsługi serwerów – AVG Anti-Virus Free Edition 8.0 nie może zostać zainstalowany na serwerowych systemach operacyjnych (np. Windows Server 2003), ani skanować dysków sieciowych.

AVG Free Edition był niegdyś odpowiedzialny za wyświetlanie wyskakujących okienek reklamujących komercyjne AVG Anti-Virus 8.0 i AVG Internet Security 8.0, które miały zapewnić użytkownikowi wyższy poziom bezpieczeństwa. Obecne darmowe edycje zawierają jedynie wbudowane w program bannery (reklamujące płatne wersje AVG) i żadnych wyskakujących okienek.

### Wymagania sprzętowe
Jedną z zalet AVG jest niskie wykorzystanie zasobów systemowych. AVG Anti-Virus Professional Edition wymaga zaledwie 16 MB pamięci RAM i 20 MB wolnego miejsca na dysku. Jednak AVG Internet Security potrzebuje już 256 MB pamięci RAM. Relatywnie wysoki poziom użycia stronicowanej pamięci RAM doprowadził do błędów przy pracy z grami, takimi jak np. Half-Life 2.

## AVG Anti-Spyware
19 kwietnia 2006 ogłoszono, że grupa AVG Technologies przejęła niemiecką firmę produkującą oprogramowanie Anti-Malware – ewido Networks. Program ewido Anti-Spyware został następnie przemianowany na AVG Anti-Spyware Professional Edition. Wersja darmowa (nazwana AVG Anti-Spyware Free Edition) dostępna była do użytku prywatnego, a jedynym ograniczeniem były wolniejsze aktualizacje.
Począwszy od wersji AVG 8.0, AVG Anti-Spyware zintegrowany jest z silnikiem AVG Anti-Virus i nie można już pobrać go jako osobnego produktu.

## AVG Anti-Rootkit
Firma AVG oferowała również darmowe narzędzie zwalczające rootkity, zwane AVG Anti-Rootkit 7.5, lecz jego rozwój został zatrzymany pod koniec 2006 roku. Aktualizacje są od tamtej pory niedostępne. W wersji AVG 8.0, skanowanie plików pod kątem tego rodzaju zagrożeń zintegrowane jest z AVG Anti-Virus.

## AVG Admin
AVG Admin to narzędzie zdalnej administracji, umożliwiające scentralizowaną kontrolę nad oprogramowaniem AVG w środowiskach sieciowych.

## Nagrody i certyfikaty
- AVG jest antywirusem certyfikowanym przez ICSA Labs[23].
- W okresie od lutego 1998 do kwietnia 2008 testowany był przez Virus Bulletin 43-krotnie, z czego 22 próby zakończyły się negatywnie, a 21 pozytywnie. W okresie od czerwca 2003 do kwietnia 2008 poddano go 23 testom: zdał 20 z nich, a oblał 3[24].
- W serwisie CNET.com AVG 8.0 otrzymało notę 7.0/10 od redaktorów CNet, oraz 2.5/10 od konsumentów[25].
- W serwisie PCWorld.com AVG 7.5 otrzymało 75/100 punktów[26].